# Medal jubileuszowy „70 lat Sił Zbrojnych ZSRR”
Medal jubileuszowy „70 lat Sił Zbrojnych ZSRR” (ros. Юбилейная медаль "70 лет Вооруженных Сил СССР") – radziecki jubileuszowy medal wojskowy.
Medal został ustanowiony dekretem Rady Najwyższej ZSRR z 24 stycznia 1988 roku dla uczczenia 70. rocznicy powstania Sił Zbrojnych ZSRR.

## Zasady nadawania
Zgodnie z dekretem z dnia 24 stycznia 1988 roku uprawnionymi do otrzymania medalu byli:
- oficerowie, podoficerowie, żołnierze i marynarze służący w dniu 23 lutego 1988 roku w Armii Radzieckiej, Marynarce Wojennej ZSRR, wojskach Ministerstwa Spraw Wewnętrznych oraz wojskach i organach Komitetu Bezpieczeństwa Publicznego,
- członkowie Czerwonej Gwardii, żołnierze, partyzanci uczestniczący w wojnie domowej i wielkiej wojnie ojczyźnianej,
- żołnierze wyżej wymienionych wojsk zwolnieni z czynnej służby wojskowej do rezerwy lub w stan spoczynku, o ile służyli co najmniej 20 lat oraz bez względu na czas służby o ile zostali nagrodzony orderem lub medalami: „Za Odwagę”, Uszakowa, „Za zasługi bojowe”, Nachimowa, „Za wyróżnienie w ochronie granic państwowych ZSRR”, „Za wybitną służbę w ochronie porządku publicznego”.

Łącznie nadano ponad 9 800 000 medali.

## Opis odznaki
Odznakę stanowi okrągły krążek wykonany z mosiądzu o średnicy 32 mm. 
Na awersie w centrum znajdują się popiersia żołnierza, marynarza i lotnika. Wzdłuż obwodu wieniec laurowy, w górnej części pięcioramienna gwiazda w środku której znajduje się sierp i młot. W dolnej części na wieńcu laurowym daty: 1918 i 1988.
Na rewersie umieszczony jest napis 70 ЛЕТ ВООРУЖЕННЫХ СИЛ СССР (pol. „70 lat Sił Zbrojnych ZSRR”) a poniżej wieniec z liści laurowych i dębowych.
Medal zawieszony był na pięciokątnej blaszce obciągniętej wstążką koloru czerwonego o szer. 24 mm, po bokach paski koloru zielonego, w środku pasek koloru niebieskiego, a po jego bokach koloru żółtego.